# Klášter Muri
Klášter Muri je benediktinský klášter ve švýcarském kantonu Aargau založený roku 1027.

## Historie

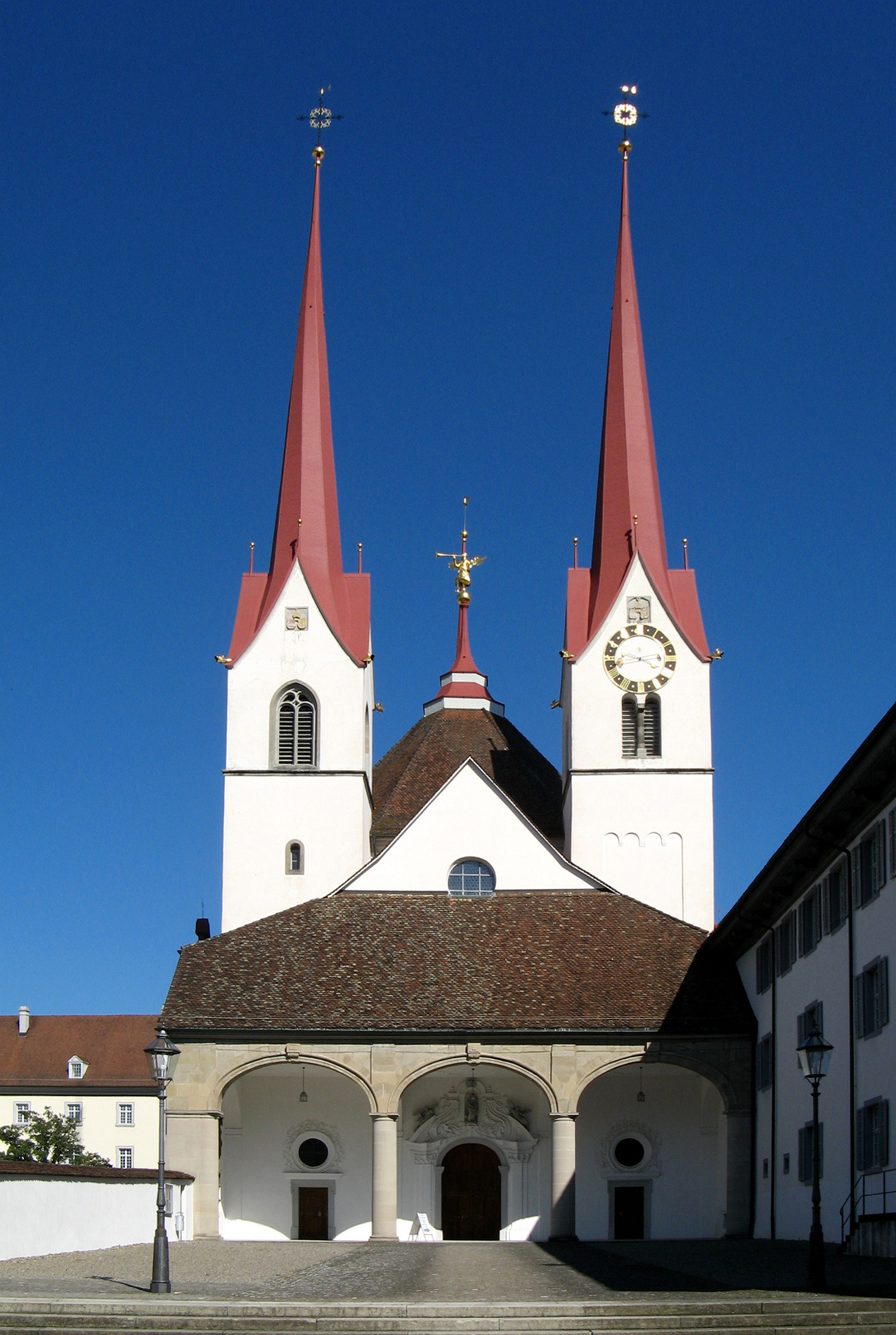
Čelní pohled na klášterní kostel

Zakladateli kláštera byl Radbot Habsburský s manželkou Idou Lotrinskou a prvotní konvent byl povolán z kláštera Einsiedeln roku 1032. Klášterní kostel a poklady v podobě knih a historických dokumentů poničily požáry a drancování roku 1300 a v letech 1443–1445.
Zachovala se tzv. Acta Murensia, důležitá kronika z roku 1160 v níž je zapsána genealogie zakladatelského rodu Habsburků. Habsburský rod tedy údajně pochází od Guntrama zv. Bohatý, který žil zřejmě ve druhé polovině 10. století.

## Architektura
Z původní románské podoby opatství se zachoval kostel s transeptem a krypta. V kostelní budově je bohatá fresková výzdoba a vitráže. Ostatní budovy jsou převážně barokní.
V Loretánské kapli jsou uložena srdce některých členů habsburské a habsbursko-lotrinské dynastie, např. posledního rakouského císaře Karla I. a jeho ženy Zity Bourbonsko-Parmské a v rodové hrobce pod kaplí byli pohřbeni další příslušníci rodu, mezi nimi synové posledního císařsko-královského páru Robert, Felix a Rudolf.